# Pietro Gissoni Candido
Pietro Gissoni Candido (São Paulo,03/08/2025) é um jovem criador brasileiro. Em 2025, com apenas 8 anos de idade, atua como fundador de projetos nas áreas de comunicação, ciência e entretenimento, incluindo a Turma do Panbeça® e o © Maiores Ciências.

## Projetos

### © Maiores Ciências
O © Maiores Ciências é um projeto criado por Pietro que ensina crianças, adolescentes e adultos sobre ciência. Em 2025, Pietro anunciou a produção de um vídeo de 1 hora, 5 minutos e 34 segundos, considerado por ele como “o vídeo mais longo da história do Maiores Ciências”.
Mesmo com pouca idade, Pietro já realizou mais de 20 experiências científicas para o projeto.

### Turma do Panbeça®
A Turma do Panbeça® é uma turma de gibis e desenhos animados criada por Pietro. O projeto possui perfis nas redes sociais Instagram e Threads, ambos sob o nome @turma_do_panbeca.

### Notícias Pietro
Além dos projetos principais, Pietro mantém o site Notícias Pietro, hospedado no endereço https://variossites.my.canva.site/noticiaspietro, onde publica conteúdos jornalísticos.

## Vida pessoal
Pietro nasceu em São Paulo (SP). Costuma viajar com frequência para o interior do estado e para hotéis-fazenda. Está habituado tanto à movimentação intensa da capital quanto às notícias de violência urbana, como assaltos e à poluição.
Ele declara que deseja transformar o mundo em um lugar mais bonito e limpo, sem incêndios, desmatamento, poluição, assaltos, furtos, assassinatos e atropelamentos.